# Rallycross di Gran Bretagna 2019
Il Rallycross di Gran Bretagna 2019, ufficialmente denominato Dayinsure World RX of Great Britain, è stata l'edizione 2019 del Rallycross di Gran Bretagna. La manifestazione si è svolta il 25 e il 26 maggio sul circuito di Silverstone, nel Northamptonshire in Inghilterra, ed era valida come quarta prova del campionato del mondo rallycross 2019 nonché come terzo appuntamento del campionato europeo rallycross 2019, la prima valida per la categoria Supercar (nelle due precedenti si era gareggiato soltanto per la classe cadetta Super1600).

## Riepilogo
L'evento del World RX venne vinto nella massima categoria Supercar dal pilota svedese Timmy Hansen alla guida di una Peugeot 208 WRX del Team Hansen MJP, davanti al norvegese Andreas Bakkerud, su Audi S1 della scuderia Monster Energy RX Cartel, e all'altro svedese Anton Marklund, su GCK Mégane R.S. RX della squadra GC Kompetition. 
La vittoria nel campionato cadetto RX2 è invece stata conquistata dallo svedese Oliver Eriksson sulla vettura Supercar Lites della scuderia Olsbergs MSE.
Nella classe Supercar dell'Euro RX il successo andò invece allo svedese Robin Larsson alla guida di una Audi S1 della scuderia JC Raceteknik.

## Risultati World RX

### Classifiche finali
| Categoria Supercar | Categoria Supercar | Categoria Supercar   | Categoria Supercar | Categoria Supercar              | Categoria Supercar | Categoria Supercar | Categoria Supercar | Categoria Supercar | Categoria Supercar | Categoria Supercar | Categoria Supercar | Categoria Supercar |
| Pos.               | Nº                 | Pilota               | Auto               | Squadra                         | Qualificazioni     | Qualificazioni     | Semifinali         | Semifinali         | Semifinali         | Finale             | Finale             | Punti camp.        |
| Pos.               | Nº                 | Pilota               | Auto               | Squadra                         | Pos.               | Punti              | SF1                | SF2                | Punti              | Pos.               | Punti              | Punti camp.        |
| ------------------ | ------------------ | -------------------- | ------------------ | ------------------------------- | ------------------ | ------------------ | ------------------ | ------------------ | ------------------ | ------------------ | ------------------ | ------------------ |
| 1                  | 21                 | Timmy Hansen         | Peugeot 208 WRX    | Team Hansen MJP                 | 1º                 | 16                 | 1º                 | –                  | 6                  | 1º                 | 8                  | 30                 |
| 2                  | 13                 | Andreas Bakkerud     | Audi S1            | Monster Energy RX Cartel        | 2º                 | 15                 | –                  | 1º                 | 6                  | 2º                 | 5                  | 26                 |
| 3                  | 92                 | Anton Marklund       | GCK Mégane R.S. RX | GC Kompetition                  | 5º                 | 12                 | 2º                 | –                  | 5                  | 3º                 | 4                  | 21                 |
| 4                  | 44                 | Timo Scheider        | SEAT Ibiza         | ALL-INKL.COM Münnich Motorsport | 9º                 | 8                  | 3º                 | –                  | 4                  | 4º                 | 3                  | 15                 |
| 5                  | 123                | Krisztián Szabó      | Audi S1            | EKS Sport                       | 8º                 | 9                  | –                  | 3º                 | 4                  | 5º                 | 2                  | 15                 |
| 6                  | 33                 | Liam Doran           | Audi S1            | Monster Energy RX Cartel        | 6º                 | 11                 | –                  | 2º                 | 5                  | 6º                 | 1                  | 17                 |
| 7                  | 71                 | Kevin Hansen         | Peugeot 208 WRX    | Team Hansen MJP                 | 3º                 | 14                 | 6º                 | –                  | 1                  | nq                 | nq                 | 15                 |
| 8                  | 31                 | Joni Wiman           | Hyundai i20        | GRX Taneco                      | 4º                 | 13                 | –                  | 6º                 | 1                  | nq                 | nq                 | 14                 |
| 9                  | 36                 | Guerlain Chicherit   | GCK Mégane R.S. RX | GC Kompetition                  | 7º                 | 10                 | 4º                 | –                  | 3                  | nq                 | nq                 | 13                 |
| 10                 | 6                  | Jānis Baumanis       | Ford Fiesta ST MK7 | Team STARD                      | 10º                | 7                  | –                  | 4º                 | 3                  | nq                 | nq                 | 10                 |
| 11                 | 7                  | Timur Timerzjanov    | Hyundai i20        | GRX Taneco                      | 11º                | 6                  | 5º                 | –                  | 2                  | nq                 | nq                 | 8                  |
| 12                 | 42                 | Oliver Bennett       | Mini Cooper S      | Oliver Bennett                  | 12º                | 5                  | –                  | 5º                 | 2                  | nq                 | nq                 | 7                  |
| 13                 | 113                | Cyril Raymond        | GCK Clio R.S. RX   | GCK Academy                     | 13º                | 4                  | nq                 | nq                 | nq                 | nq                 | nq                 | 4                  |
| 14                 | 3                  | Jani Paasonen        | Ford Fiesta ST MK7 | Team STARD                      | 14º                | 3                  | nq                 | nq                 | nq                 | nq                 | nq                 | 3                  |
| 15                 | 134                | Mark Higgins         | Peugeot 208        | Mark Higgins                    | 15º                | 2                  | nq                 | nq                 | nq                 | nq                 | nq                 | 2                  |
| 16                 | 96                 | Guillame De Ridder   | GCK Clio R.S. RX   | GCK Academy                     | 16º                | 1                  | nq                 | nq                 | nq                 | nq                 | nq                 | 1                  |
| 17                 | 84                 | Hervé Knapick        | Citroën DS3        | "Knapick"                       | 17º                | 0                  | nq                 | nq                 | nq                 | nq                 | nq                 | 0                  |
|                    |                    |                      |                    |                                 |                    |                    |                    |                    |                    |                    |                    |                    |
| Categoria RX2      |                    |                      |                    |                                 |                    |                    |                    |                    |                    |                    |                    |                    |
| Pos.               | Nº                 | Pilota               | Auto               | Squadra                         | Qualificazioni     | Qualificazioni     | Semifinali         | Semifinali         | Semifinali         | Finale             | Finale             | Punti camp.        |
| Pos.               | Nº                 | Pilota               | Auto               | Squadra                         | Pos.               | Punti              | SF1                | SF2                | Punti              | Pos.               | Punti              | Punti camp.        |
| 1                  | 16                 | Oliver Eriksson      | Supercar Lites     | Olsbergs MSE                    | 1º                 | 16                 | 1º                 | –                  | 6                  | 1º                 | 8                  | 30                 |
| 2                  | 47                 | Jesse Kallio         | Supercar Lites     | Olsbergs MSE                    | 2º                 | 15                 | –                  | 1º                 | 6                  | 2º                 | 5                  | 26                 |
| 3                  | 55                 | Vasilij Grjazin      | Supercar Lites     | Sports Racing Technologies      | 8º                 | 9                  | –                  | 3º                 | 4                  | 3º                 | 4                  | 17                 |
| 4                  | 22                 | Sami-Matti Trogen    | Supercar Lites     | Set Promotion                   | 4º                 | 13                 | –                  | 2º                 | 5                  | 4º                 | 3                  | 21                 |
| 5                  | 2                  | Ben-Philip Gundersen | Supercar Lites     | JC Raceteknik                   | 3º                 | 14                 | 2º                 | –                  | 5                  | 5º                 | 2                  | 21                 |
| 6                  | 12                 | Anders Michalak      | Supercar Lites     | Anders Michalak                 | 7º                 | 10                 | 3º                 | –                  | 4                  | 6º                 | 1                  | 15                 |
| 7                  | 35                 | Fraser McConnel      | Supercar Lites     | Olsbergs MSE                    | 5º                 | 12                 | 4º                 | –                  | 3                  | nq                 | nq                 | 15                 |
| 8                  | 6                  | William Nilsson      | Supercar Lites     | JC Raceteknik                   | 6º                 | 11                 | –                  | 4º                 | 3                  | nq                 | nq                 | 14                 |
| 9                  | 77                 | Steven Volders       | Supercar Lites     | National Renstal Trommelke      | 9º                 | 8                  | 5º                 | –                  | 2                  | nq                 | nq                 | 10                 |
| 10                 | 52                 | Simon Olofsson       | Supercar Lites     | Simon Olofsson                  | 10º                | 7                  | –                  | 5º                 | 2                  | nq                 | nq                 | 9                  |
| 11                 | 66                 | Albert Llovera       | Supercar Lites     | Albert Llovera                  | 11º                | 6                  | 6º                 | –                  | 1                  | nq                 | nq                 | 7                  |

Legenda:
Pos. = Posizione; Nº = Numero di gara; SF = Posizione nella semifinale; nq = non qualificata/o; Punti camp. = Punti totali nella classifica del campionato.

### Qualificazioni
| Categoria Supercar | Categoria Supercar | Categoria Supercar   | Categoria Supercar | Categoria Supercar              | Categoria Supercar | Categoria Supercar | Categoria Supercar | Categoria Supercar | Categoria Supercar | Categoria Supercar |
| Pos.               | N°                 | Pilota               | Auto               | Squadra                         | Q1                 | Q2                 | Q3                 | Q4                 | PQ                 | Punti              |
| ------------------ | ------------------ | -------------------- | ------------------ | ------------------------------- | ------------------ | ------------------ | ------------------ | ------------------ | ------------------ | ------------------ |
| 1                  | 21                 | Timmy Hansen         | Peugeot 208 WRX    | Team Hansen MJP                 | 50 (1º)            | 50 (1º)            | 45 (2º)            | 40 (4º)            | 185                | 16                 |
| 2                  | 13                 | Andreas Bakkerud     | Audi S1            | Monster Energy RX Cartel        | 42 (3º)            | 37 (7º)            | 50 (1º)            | 50 (1º)            | 179                | 15                 |
| 3                  | 71                 | Kevin Hansen         | Peugeot 208 WRX    | Team Hansen MJP                 | 45 (2º)            | 42 (3º)            | 40 (4º)            | 45 (2º)            | 172                | 14                 |
| 4                  | 31                 | Joni Wiman           | Hyundai i20        | GRX Taneco                      | 35 (9º)            | 39 (5º)            | 38 (6º)            | 42 (3º)            | 154                | 13                 |
| 5                  | 92                 | Anton Marklund       | GCK Mégane R.S. RX | GC Kompetition                  | 40 (4º)            | 35 (9º)            | 39 (5º)            | 39 (5º)            | 153                | 12                 |
| 6                  | 33                 | Liam Doran           | Audi S1            | Monster Energy RX Cartel        | 38 (6º)            | 33 (11º)           | 37 (7º)            | 38 (6º)            | 146                | 11                 |
| 7                  | 36                 | Guerlain Chicherit   | GCK Mégane R.S. RX | GC Kompetition                  | 39 (5º)            | 34 (10º)           | 30 (14º)           | 37 (7º)            | 140                | 10                 |
| 8                  | 123                | Krisztián Szabó      | Audi S1            | EKS Sport                       | 37 (7º)            | 38 (6º)            | 29 (15º)           | 36 (8º)            | 140                | 9                  |
| 9                  | 44                 | Timo Scheider        | SEAT Ibiza         | ALL-INKL.COM Münnich Motorsport | 28 (16º)           | 45 (2º)            | 32 (12º)           | 35 (9º)            | 140                | 8                  |
| 10                 | 6                  | Jānis Baumanis       | Ford Fiesta ST MK7 | Team STARD                      | 29 (15º)           | 40 (4º)            | 34 (10º)           | 33 (11º)           | 136                | 7                  |
| 11                 | 7                  | Timur Timerzjanov    | Hyundai i20        | GRX Taneco                      | 34 (10º)           | 36 (8º)            | 31 (13º)           | 34 (10º)           | 135                | 6                  |
| 12                 | 42                 | Oliver Bennett       | Mini Cooper S      | Oliver Bennett                  | 33 (11º)           | 31 (13º)           | 36 (8º)            | 32 (12º)           | 132                | 5                  |
| 13                 | 113                | Cyril Raymond        | GCK Clio R.S. RX   | GCK Academy                     | 31 (13º)           | 28 (16º)           | 42 (3º)            | 28 (16º)           | 129                | 4                  |
| 14                 | 3                  | Jani Paasonen        | Ford Fiesta ST MK7 | Team STARD                      | 32 (12º)           | 30 (14º)           | 33 (11º)           | 31 (13º)           | 126                | 3                  |
| 15                 | 134                | Mark Higgins         | Peugeot 208        | Mark Higgins                    | 30 (14º)           | 29 (15º)           | 35 (9º)            | 30 (14º)           | 124                | 2                  |
| 16                 | 96                 | Guillame De Ridder   | GCK Clio R.S. RX   | GCK Academy                     | 36 (8º)            | 32 (12º)           | 26 (17º - DNF)     | 0 (17º - DNS)      | 94                 | 1                  |
| 17                 | 84                 | Hervé Knapick        | Citroën DS3        | "Knapick"                       | 0 (17º - DNS)      | 27 (17º)           | 28 (16º)           | 29 (15º)           | 84                 | 0                  |
|                    |                    |                      |                    |                                 |                    |                    |                    |                    |                    |                    |
| Categoria RX2      |                    |                      |                    |                                 |                    |                    |                    |                    |                    |                    |
| Pos.               | N°                 | Pilota               | Auto               | Squadra                         | Q1                 | Q2                 | Q3                 | Q4                 | PQ                 | Punti              |
| 1                  | 16                 | Oliver Eriksson      | Supercar Lites     | Olsbergs MSE                    | 50 (1º)            | 50 (1º)            | 50 (1º)            | 50 (1º)            | 200                | 16                 |
| 2                  | 47                 | Jesse Kallio         | Supercar Lites     | Olsbergs MSE                    | 42 (3º)            | 45 (2º)            | 42 (3º)            | 40 (4º)            | 169                | 15                 |
| 3                  | 2                  | Ben-Philip Gundersen | Supercar Lites     | JC Raceteknik                   | 45 (2º)            | 42 (3º)            | 37 (7º)            | 37 (7º)            | 161                | 14                 |
| 4                  | 22                 | Sami-Matti Trogen    | Supercar Lites     | Set Promotion                   | 36 (8º)            | 37 (7º)            | 45 (2º)            | 39 (5º)            | 157                | 13                 |
| 5                  | 35                 | Fraser McConnel      | Supercar Lites     | Olsbergs MSE                    | 35 (9º)            | 36 (8º)            | 40 (4º)            | 45 (2º)            | 156                | 12                 |
| 6                  | 6                  | William Nilsson      | Supercar Lites     | JC Raceteknik                   | 38 (6º)            | 40 (4º)            | 35 (9º)            | 42 (3º)            | 155                | 11                 |
| 7                  | 12                 | Anders Michalak      | Supercar Lites     | Anders Michalak                 | 37 (7º)            | 38 (6º)            | 38 (6º)            | 38 (6º)            | 151                | 10                 |
| 8                  | 55                 | Vasilij Grjazin      | Supercar Lites     | Sports Racing Technologies      | 40 (4º)            | 39 (5º)            | 36 (8º)            | 36 (8º)            | 151                | 9                  |
| 9                  | 77                 | Steven Volders       | Supercar Lites     | National Renstal Trommelke      | 34 (10º)           | 35 (9º)            | 39 (5º)            | 34 (10º)           | 142                | 8                  |
| 10                 | 52                 | Simon Olofsson       | Supercar Lites     | Simon Olofsson                  | 39 (5º)            | 32 (11º - DNF)     | 34 (10º)           | 35 (9º)            | 140                | 7                  |
| 11                 | 66                 | Albert Llovera       | Supercar Lites     | Albert Llovera                  | 33 (11º)           | 34 (10º)           | 33 (11º)           | 33 (11º)           | 133                | 6                  |

Legenda:
Pos. = Posizione; Nº = Numero di gara; Q = Posizione nelle batterie di qualificazione; PQ = Punti totalizzati al termine delle qualificazioni; DNS = Non partito; DNF = Non arrivato.
|  | Qualificato al turno successivo |

### Semifinali
| Categoria Supercar - Semifinale 1 | Categoria Supercar - Semifinale 1 | Categoria Supercar - Semifinale 1 | Categoria Supercar - Semifinale 1 | Categoria Supercar - Semifinale 1 | Categoria Supercar - Semifinale 1 | Categoria Supercar - Semifinale 1 | Categoria Supercar - Semifinale 1 | Categoria Supercar - Semifinale 1 |
| Pos.                              | N°                                | Pilota                            | Auto                              | Squadra                           | Giri/Joker                        | Tempo                             | Distacco                          | Punti                             |
| --------------------------------- | --------------------------------- | --------------------------------- | --------------------------------- | --------------------------------- | --------------------------------- | --------------------------------- | --------------------------------- | --------------------------------- |
| 1                                 | 21                                | Timmy Hansen                      | Peugeot 208 WRX                   | Team Hansen MJP                   | 6/1                               | 4'04"970                          | –                                 | 6                                 |
| 2                                 | 92                                | Anton Marklund                    | GCK Mégane R.S. RX                | GC Kompetition                    | 6/1                               | 4'08"123                          | +3"153                            | 5                                 |
| 3                                 | 44                                | Timo Scheider                     | SEAT Ibiza                        | ALL-INKL.COM Münnich Motorsport   | 6/1                               | 4'09"306                          | +4"336                            | 4                                 |
| 4                                 | 36                                | Guerlain Chicherit                | GCK Mégane R.S. RX                | GC Kompetition                    | 6/1                               | 4'09"817                          | +4"847                            | 3                                 |
| 5                                 | 7                                 | Timur Timerzjanov                 | Hyundai i20                       | GRX Taneco                        | 6/1                               | 4'10"579                          | +5"609                            | 2                                 |
| 6                                 | 71                                | Kevin Hansen                      | Peugeot 208 WRX                   | Team Hansen MJP                   | 6/1                               | 4'15"263                          | +10"293                           | 1                                 |
|                                   |                                   |                                   |                                   |                                   |                                   |                                   |                                   |                                   |
| Categoria Supercar - Semifinale 2 |                                   |                                   |                                   |                                   |                                   |                                   |                                   |                                   |
| Pos.                              | N°                                | Pilota                            | Auto                              | Squadra                           | Giri/Joker                        | Tempo                             | Distacco                          | Punti                             |
| 1                                 | 13                                | Andreas Bakkerud                  | Audi S1                           | Monster Energy RX Cartel          | 6/1                               | 4'06"400                          | –                                 | 6                                 |
| 2                                 | 33                                | Liam Doran                        | Audi S1                           | Monster Energy RX Cartel          | 6/1                               | 4'07"768                          | +1"368                            | 5                                 |
| 3                                 | 123                               | Krisztián Szabó                   | Audi S1                           | EKS Sport                         | 6/1                               | 4'10"869                          | +4"469                            | 4                                 |
| 4                                 | 6                                 | Jānis Baumanis                    | Ford Fiesta ST MK7                | Team STARD                        | 6/1                               | 4'11"838                          | +5"438                            | 3                                 |
| 5                                 | 42                                | Oliver Bennett                    | Mini Cooper S                     | Oliver Bennett                    | 4/0                               | 2'47"603                          | +2 giri                           | 2                                 |
| 6                                 | 31                                | Joni Wiman                        | Hyundai i20                       | GRX Taneco                        | 0/0                               | –                                 | +6 giri                           | 1                                 |

| Categoria RX2 - Semifinale 1 | Categoria RX2 - Semifinale 1 | Categoria RX2 - Semifinale 1 | Categoria RX2 - Semifinale 1 | Categoria RX2 - Semifinale 1 | Categoria RX2 - Semifinale 1 | Categoria RX2 - Semifinale 1 | Categoria RX2 - Semifinale 1 | Categoria RX2 - Semifinale 1 |
| Pos.                         | N°                           | Pilota                       | Auto                         | Squadra                      | Giri/Joker                   | Tempo                        | Distacco                     | Punti                        |
| ---------------------------- | ---------------------------- | ---------------------------- | ---------------------------- | ---------------------------- | ---------------------------- | ---------------------------- | ---------------------------- | ---------------------------- |
| 1                            | 16                           | Oliver Eriksson              | Supercar Lites               | Olsbergs MSE                 | 6/1                          | 4'34"425                     | –                            | 6                            |
| 2                            | 2                            | Ben-Philip Gundersen         | Supercar Lites               | JC Raceteknik                | 6/1                          | 4'38"029                     | +3"604                       | 5                            |
| 3                            | 12                           | Anders Michalak              | Supercar Lites               | Anders Michalak              | 6/1                          | 4'43"335                     | +8"910                       | 4                            |
| 4                            | 35                           | Fraser McConnel              | Supercar Lites               | Olsbergs MSE                 | 6/1                          | 4'43"754                     | +9"329                       | 3                            |
| 5                            | 77                           | Steven Volders               | Supercar Lites               | National Renstal Trommelke   | 6/1                          | 4'49"624                     | +15"199                      | 2                            |
| 6                            | 66                           | Albert Llovera               | Supercar Lites               | Albert Llovera               | 1/0                          | 4'58"476                     | +5 giri                      | 1                            |
|                              |                              |                              |                              |                              |                              |                              |                              |                              |
| Categoria RX2 - Semifinale 2 |                              |                              |                              |                              |                              |                              |                              |                              |
| Pos.                         | N°                           | Pilota                       | Auto                         | Squadra                      | Giri/Joker                   | Tempo                        | Distacco                     | Punti                        |
| 1                            | 47                           | Jesse Kallio                 | Supercar Lites               | Olsbergs MSE                 | 6/1                          | 4'31"729                     | –                            | 6                            |
| 2                            | 22                           | Sami-Matti Trogen            | Supercar Lites               | Set Promotion                | 6/1                          | 4'34"034                     | +2"305                       | 5                            |
| 3                            | 55                           | Vasilij Grjazin              | Supercar Lites               | Sports Racing Technologies   | 6/1                          | 4'35"155                     | +3"426                       | 4                            |
| 4                            | 6                            | William Nilsson              | Supercar Lites               | JC Raceteknik                | 6/1                          | 4'35"638                     | +3"909                       | 3                            |
| 5                            | 52                           | Simon Olofsson               | Supercar Lites               | Simon Olofsson               | 6/1                          | 4'39"282                     | +7"553                       | 2                            |

Legenda:
Pos. = Posizione; Nº = Numero di gara.
|  | Qualificato in finale |

### Finali
| Categoria Supercar | Categoria Supercar | Categoria Supercar | Categoria Supercar | Categoria Supercar              | Categoria Supercar | Categoria Supercar | Categoria Supercar | Categoria Supercar |
| Pos.               | N°                 | Pilota             | Auto               | Squadra                         | Giri/Joker         | Tempo              | Distacco           | Punti              |
| ------------------ | ------------------ | ------------------ | ------------------ | ------------------------------- | ------------------ | ------------------ | ------------------ | ------------------ |
| 1                  | 21                 | Timmy Hansen       | Peugeot 208 WRX    | Team Hansen MJP                 | 6/1                | 4'03"903           | –                  | 8                  |
| 2                  | 13                 | Andreas Bakkerud   | Audi S1            | Monster Energy RX Cartel        | 6/1                | 4'04"790           | +0"887             | 5                  |
| 3                  | 92                 | Anton Marklund     | GCK Mégane R.S. RX | GC Kompetition                  | 6/1                | 4'05"506           | +1"603             | 4                  |
| 4                  | 44                 | Timo Scheider      | SEAT Ibiza         | ALL-INKL.COM Münnich Motorsport | 6/1                | 4'06"352           | +2"449             | 3                  |
| 5                  | 123                | Krisztián Szabó    | Audi S1            | EKS Sport                       | 6/1                | 4'11"584           | +7"681             | 2                  |
| 6                  | 33                 | Liam Doran         | Audi S1            | Monster Energy RX Cartel        | 4/1                | 2'49"580           | +2 giri            | 1                  |

- Giro più veloce: 38"503 ( Timmy Hansen);
- Miglior tempo di reazione: 0"417 ( Timo Scheider);
- Miglior giro Joker: 43"215 ( Timmy Hansen).

Legenda: Pos. = Posizione; Nº = Numero di gara.
| Categoria RX2 | Categoria RX2 | Categoria RX2        | Categoria RX2  | Categoria RX2              | Categoria RX2 | Categoria RX2 | Categoria RX2 | Categoria RX2 |
| Pos.          | N°            | Pilota               | Auto           | Squadra                    | Giri/Joker    | Tempo         | Distacco      | Punti         |
| ------------- | ------------- | -------------------- | -------------- | -------------------------- | ------------- | ------------- | ------------- | ------------- |
| 1             | 16            | Oliver Eriksson      | Supercar Lites | Olsbergs MSE               | 6/1           | 4'20"804      | –             | 8             |
| 2             | 47            | Jesse Kallio         | Supercar Lites | Olsbergs MSE               | 6/1           | 4'22"770      | +1"966        | 5             |
| 3             | 55            | Vasilij Grjazin      | Supercar Lites | Sports Racing Technologies | 6/1           | 4'24"800      | +3"996        | 4             |
| 4             | 22            | Sami-Matti Trogen    | Supercar Lites | Set Promotion              | 0/0           | 10"401        | +6 giri       | 3             |
| 5             | 2             | Ben-Philip Gundersen | Supercar Lites | JC Raceteknik              | 0/0           | –             | +6 giri       | 2             |
| 6             | 12            | Anders Michalak      | Supercar Lites | Anders Michalak            | 0/0           | –             | +6 giri       | 1             |

- Giro più veloce: 41"510 ( Oliver Eriksson);
- Miglior tempo di reazione: 0"489 ( Jesse Kallio);
- Miglior giro Joker: 45"835 ( Oliver Eriksson).

Legenda: Pos. = Posizione; Nº = Numero di gara.

## Risultati Euro RX

### Classifica finale Supercar
| Categoria Supercar | Categoria Supercar | Categoria Supercar    | Categoria Supercar | Categoria Supercar              | Categoria Supercar | Categoria Supercar | Categoria Supercar | Categoria Supercar | Categoria Supercar | Categoria Supercar | Categoria Supercar | Categoria Supercar |
| Pos.               | Nº                 | Pilota                | Auto               | Squadra                         | Qualificazioni     | Qualificazioni     | Semifinali         | Semifinali         | Semifinali         | Finale             | Finale             | Punti camp.        |
| Pos.               | Nº                 | Pilota                | Auto               | Squadra                         | Pos.               | Punti              | SF1                | SF2                | Punti              | Pos.               | Punti              | Punti camp.        |
| ------------------ | ------------------ | --------------------- | ------------------ | ------------------------------- | ------------------ | ------------------ | ------------------ | ------------------ | ------------------ | ------------------ | ------------------ | ------------------ |
| 1                  | 4                  | Robin Larsson         | Audi S1            | JC Raceteknik                   | 1º                 | 16                 | 1º                 | –                  | 6                  | 1º                 | 8                  | 30                 |
| 2                  | 16                 | Thomas Bryntesson     | Volkswagen Polo    | TBRX                            | 2º                 | 15                 | –                  | 1º                 | 6                  | 2º                 | 5                  | 26                 |
| 3                  | 87                 | Jean-Baptiste Dubourg | Peugeot 208        | Jean Baptiste Dubourg           | 3º                 | 14                 | 2º                 | –                  | 5                  | 3º                 | 4                  | 23                 |
| 4                  | 77                 | René Münnich          | SEAT Ibiza         | ALL-INKL.COM Münnich Motorsport | 8º                 | 9                  | –                  | 2º                 | 5                  | 4º                 | 3                  | 17                 |
| 5                  | 23                 | Andréa Dubourg        | Peugeot 208        | Andréa Dubourg                  | 4º                 | 13                 | –                  | 3º                 | 4                  | 5º                 | 2                  | 19                 |
| 6                  | 45                 | Pontus Tidemand       | Volkswagen Beetle  | Eklund Motorsport               | 5º                 | 12                 | 3º                 | –                  | 4                  | 6º                 | 1                  | 17                 |
| 7                  | 73                 | Tamás Kárai           | Audi A1            | Kárai Motorsport Sportegyesület | 6º                 | 11                 | –                  | 6º                 | 1                  | nq                 | nq                 | 12                 |
| 8                  | 10                 | Mikko Ikonen          | Ford Fiesta        | Mikko Ikonen                    | 7º                 | 10                 | 5º                 | –                  | 2                  | nq                 | nq                 | 12                 |
| 9                  | 48                 | Lukas Walfridson      | Renault Clio       | Helmia Motosport                | 9º                 | 8                  | 4º                 | –                  | 3                  | nq                 | nq                 | 11                 |
| 10                 | 38                 | Mandie August         | SEAT Ibiza         | ALL-INKL.COM Münnich Motorsport | 10º                | 7                  | –                  | 5º                 | 2                  | nq                 | nq                 | 9                  |
| 11                 | 8                  | Peter Hedström        | Volkswagen Polo    | Hedströms Motorsport            | 12º                | 5                  | –                  | 4º                 | 3                  | nq                 | nq                 | -2                 |
| 12                 | 56                 | Rodolphe Audran       | Peugeot 208        | Rodolphe Audran                 | 11º                | 6                  | 6º                 | –                  | 1                  | nq                 | nq                 | 7                  |
| 13                 | 69                 | Sondre Evjen          | Volkswagen Polo    | Kristoffersson Motosport        | 13º                | 4                  | nq                 | nq                 | nq                 | nq                 | nq                 | 4                  |
| 14                 | 55                 | Paulius Pleskovas     | Ford Fiesta        | TSK Baltijos Sportas            | 14º                | 3                  | nq                 | nq                 | nq                 | nq                 | nq                 | 3                  |
| 15                 | 99                 | Aleš Fucík            | Volkswagen Polo    | KRTZ Motorsport ACCR Czech Team | 15º                | 2                  | nq                 | nq                 | nq                 | nq                 | nq                 | 2                  |
| 16                 | 188                | Daniel Thoren         | Volkswagen Polo    | Hedströms Motorsport            | 16º                | 0                  | nq                 | nq                 | nq                 | nq                 | nq                 | 0                  |
| 17                 | 50                 | Attila Mózer          | Peugeot 208        | Nyirád Motorsport KFT           | 17º                | 0                  | nq                 | nq                 | nq                 | nq                 | nq                 | 0                  |

Legenda: Pos. = Posizione; Nº = Numero di gara; SF = Posizione nella semifinale; nq = non qualificata/o; Punti camp. = Punti totali nella classifica del campionato.

### Finale
| Categoria Supercar | Categoria Supercar | Categoria Supercar    | Categoria Supercar | Categoria Supercar              | Categoria Supercar | Categoria Supercar | Categoria Supercar | Categoria Supercar |
| Pos.               | Nº                 | Pilota                | Auto               | Squadra                         | Giri/Joker         | Tempo              | Distacco           |                    |
| ------------------ | ------------------ | --------------------- | ------------------ | ------------------------------- | ------------------ | ------------------ | ------------------ | ------------------ |
| 1                  | 4                  | Robin Larsson         | Audi S1            | JC Raceteknik                   | 6/1                | 4'09"383           | –                  |                    |
| 2                  | 16                 | Thomas Bryntesson     | Volkswagen Polo    | TBRX                            | 6/1                | 4'09"994           | +0"611             |                    |
| 3                  | 87                 | Jean-Baptiste Dubourg | Peugeot 208        | Jean Baptiste Dubourg           | 6/1                | 4'10"109           | +0"726             |                    |
| 4                  | 77                 | René Münnich          | SEAT Ibiza         | ALL-INKL.COM Münnich Motorsport | 6/1                | 4'13"502           | +4"119             |                    |
| 5                  | 23                 | Andréa Dubourg        | Peugeot 208        | Andréa Dubourg                  | 6/1                | 4'15"269           | +5"886             |                    |
| 6                  | 45                 | Pontus Tidemand       | Volkswagen Beetle  | Eklund Motorsport               | 6/1                | 4'15"961           | +6"578             |                    |

- Miglior tempo di reazione: 0"419 ( Pontus Tidemand);
- Giro più veloce: 39"449 ( Jean-Baptiste Dubourg);
- Miglior giro Joker: 44"124 ( Andréa Dubourg).

Legenda: Pos. = Posizione; Nº = Numero di gara.

## Classifiche di campionato
World RX Supercar - piloti
| Pos. | Pos. | Pilota              | Punti |
| ---- | ---- | ------------------- | ----- |
| 1    | 1    | Timmy Hansen        | 88    |
| 2    | 1    | Kevin Hansen        | 84    |
| 3    | 2    | Andreas Bakkerud    | 77    |
| 4    |      | Jānis Baumanis      | 62    |
| 5    | 2    | Timur Timerzjanov   | 61    |
| 6    | 1    | Liam Doran          | 60    |
| 7    | 3    | Anton Marklund      | 52    |
| 8    |      | Timo Scheider       | 52    |
| 9    |      | Krisztián Szabó     | 50    |
| 10   | 4    | Niclas Grönholm     | 48    |
| 11   | 1    | Joni Wiman          | 39    |
| 12   | 1    | Guerlain Chicherit  | 37    |
| 13   | 2    | Cyril Raymond       | 34    |
| 14   |      | Rokas Baciuška      | 14    |
| 15   |      | Guillame De Ridder  | 11    |
| 16   | 3    | Oliver Bennett      | 10    |
| 17   | 1    | Mattias Ekström     | 8     |
| 18   | 1    | Reinis Nitišs       | 5     |
| 19   | 1    | Pål Try             | 4     |
| 20   | 1    | Jani Paasonen       | 4     |
| 21   | N    | Mark Higgins        | 2     |
| 22   | 2    | Christopher Hoy     | 2     |
| 23   | 2    | Hervé Knapick       | 0     |
| 24   | 2    | François Duval      | 0     |
| 25   | 2    | Enzo Ide            | 0     |
| 26   | 2    | Grégoire Demoustier | 0     |
| 27   | 1    | Tamás Kárai         | 0     |

World RX Supercar - squadre
| Pos. | Pos. | Squadra                  | Punti |
| ---- | ---- | ------------------------ | ----- |
| 1    |      | Team Hansen MJP          | 172   |
| 2    |      | GRX Taneco               | 148   |
| 3    |      | Monster Energy RX Cartel | 137   |
| 4    |      | GC Kompetition           | 89    |
| 5    |      | GCK Academy              | 45    |
| 6    | N    | Team STARD               | 13    |

RX2 - piloti
| Pos. | Pos. | Pilota               | Punti |
| ---- | ---- | -------------------- | ----- |
| 1    |      | Oliver Eriksson      | 89    |
| 2    |      | Jesse Kallio         | 76    |
| 3    |      | Fraser McConnel      | 61    |
| 4    |      | Sami-Matti Trogen    | 57    |
| 5    |      | Vasilij Grjazin      | 51    |
| 6    |      | Ben-Philip Gundersen | 48    |
| 7    | 2    | William Nilsson      | 37    |
| 8    | 2    | Anders Michalak      | 37    |
| 9    | 2    | Simon Olofsson       | 34    |
| 10   | 2    | Steven Volders       | 26    |
| 11   | 3    | Damien Meunier       | 25    |
| 12   | 1    | Jimmie Walfridson    | 17    |
| 13   |      | Albert Llovera       | 17    |

Euro RX Supercar - piloti
| Pos. | Pilota                | Punti |
| ---- | --------------------- | ----- |
| 1    | Robin Larsson         | 30    |
| 2    | Thomas Bryntesson     | 26    |
| 3    | Jean-Baptiste Dubourg | 23    |
| 4    | Andréa Dubourg        | 19    |
| 5    | René Münnich          | 17    |
| 6    | Pontus Tidemand       | 17    |
| 7    | Tamás Kárai           | 12    |
| 8    | Mikko Ikonen          | 12    |
| 9    | Lukas Walfridson      | 11    |
| 10   | Mandie August         | 9     |
| 11   | Rodolphe Audran       | 7     |
| 12   | Sondre Evjen          | 4     |
| 13   | Paulius Pleskovas     | 3     |
| 14   | Aleš Fucík            | 2     |
| 15   | Daniel Thoren         | 0     |
| 16   | Attila Mózer          | 0     |
| 17   | Peter Hedström        | -2    |

Legenda: Pos. = Posizione; N = In classifica per la prima volta.